# (4880) Tovstonogov
(4880) Tovstonogov es un asteroide perteneciente al cinturón de asteroides, descubierto el 14 de octubre de 1975 por la astrónoma soviética Liudmila Chernyj desde el Observatorio Astrofísico de Crimea (República de Crimea), Rusia).

## Designación y nombre
Designado provisionalmente como 1975 TR4. Fue nombrado Tovstonogov en honor al director de teatro Gueorgui Tovstonógov.